# Buteni, Arad
Buteni este satul de reședință al comunei cu același nume din județul Arad, Crișana, România.

## Așezare
Localitatea Buteni este situată în Depresiunea Zarandului, pe malul Crișului Alb, la poalele Dealurilor Cuiedului, la o distanță de 72 km față de municipiul Arad

## Istoric
Prima atestare documentară datează din anul 1387.
În scrierile medievale apare menționat cu numele Butyn, Butean. Numele provine probabil de la vechea ocupație a locuitorilor de a confecționa butoaie, numite și buti, bute.
În intervalul dintre secolul al IX-lea și secolul al XI-lea, Buteniul a făcut parte din Voivodatele lui Menumorut și apoi al lui Ahtum. În perioada stăpânirii maghiare din Transilvania, între secolul al unsprezecelea și al șaisprezecelea, localitatea a aparținut Comitatului Arad, iar în timpul stăpânirii otomane, probabil făcea parte din Pasalacul Ineului.
Buteni, este o localitate cu frumoase tradiții de luptă pentru libertate socială și națională. În toamna anului 1849, a trecut pe aici Nicolae Bălcescu, travestit în straie moțești, coborând din tabăra lui Avram Iancu, prin valea Crișului Alb, cu gândul de a părăsi Imperiul Habsburgic, fiind urmărit de autorități, intenție pe care o comunica printr-o scrisoare prietenului său Ion Ghica.
De asemenea, în Buteni a poposit și Aurel Grozda, deputat în  parlamentul de la Budapesta și membru al Consiliului Dirigent al Transilvaniei după Marea Unire de la Alba-Iulia.
În anul 1728 a fost sfințită biserica de lemn cu hramul "Bunavestire" care devenind neîncăpătoare; în anul  1794, parohia cere aprobarea construirii unui nou lăcaș de cult. 
În 1802, protopopul Gavril Bucatos al Butenilor, sfințea noua biserică de zid. Biserica a avut un iconostas sculptat de Ioan Novacovici în anul 1809, mutat în biserica edificată intre 1927-1929, după planurile arhitectului Conrad Richter din Timișoara. Noul lăcaș de cult are hramul celui vechi.
Tradiția populară susține că el a poposit la Buteni în casa cu nr.194 sau 196. În clădirea de la nr. 164 este școala veche, una din primele școli românești de nivel mai înalt din această parte a țării. Între cei care au învățat aici, pe la 1876, a fost și compozitorul Ion Vidu. Școala dădea elevilor o educație adânc patriotică, folosindu-se în acest scop în vremea când a fost elev Ion Vidu și o hartă a Daco-României.
În toată perioada medievală și modernă, Buteniul a fost cea mai înfloritoare așezare din Bazinul Mijlociu al Crișului Alb. Aici se afla sediul protopopiatului ortodox, judecătoria și vama dintre Transilvania și Ungaria.

## Cultură și tradiție
Localitatea are o merituoasă tradiție și pe linie muzicală, dispunând de un cor renumit pe plan național, în cei peste 90 ani de activitate câștigând numeroase premii și evidențiindu-se prin calitatea interpretării și repertoriului.
Pe lângă Căminul cultural, în afara celor 100 de coriști, mai activează o fanfară compusă din 45 persoane, o orchestră populară, grupuri vocale etc., încât se poate spune că aici toți oamenii cântă. Alături de faima cântecului, a străbătut întreaga țară frumusețea portului popular butincenesc, creație a meșterilor populari locali, care transmit din generație în generație arta țesutului, a cusutului, a broderiei, a renumitelor cojoace și șube răspândite în toată valea Crișului Alb.
Dintre tradițiile populare, păstrate cu autenticitate, poate fi amintit un obicei după care, primăvara, fiecare poartă este împodobită cu armindeni (crengi de tei cu frunze verzi), simbol al dragostei oamenilor față de rodul pământului.

## Economia
Deși economia comunei este una predominant agrară, cu un sector zootehnic axat pe creșterea ovinelor, o însemnată pondere în economie o deține mica industrie, comuna fiind cunoscută în regiune ca un important centru meșteșugăresc pentru producția artizanală.

## Turism
Pentru viitor, turismul poate deveni o ramura economică preponderentă, ocupațiile și meșteșugurile tradiționale, portul și produsele artizanale alături de dezvoltarea agroturismului pot face din Buteni un areal de convergență turistică.

## Imagini

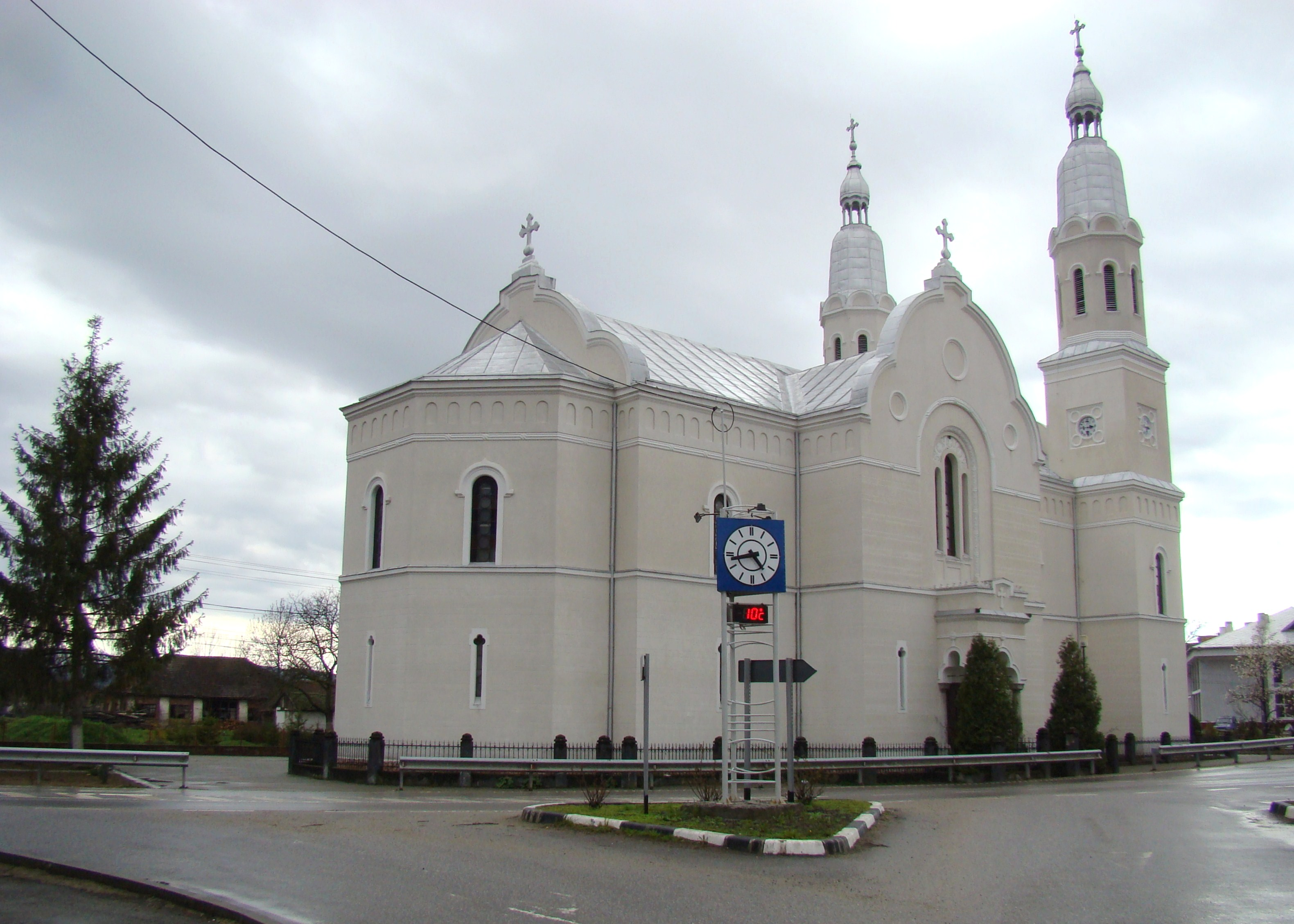
Biserica ortodoxă „Bunavestire” (1929)
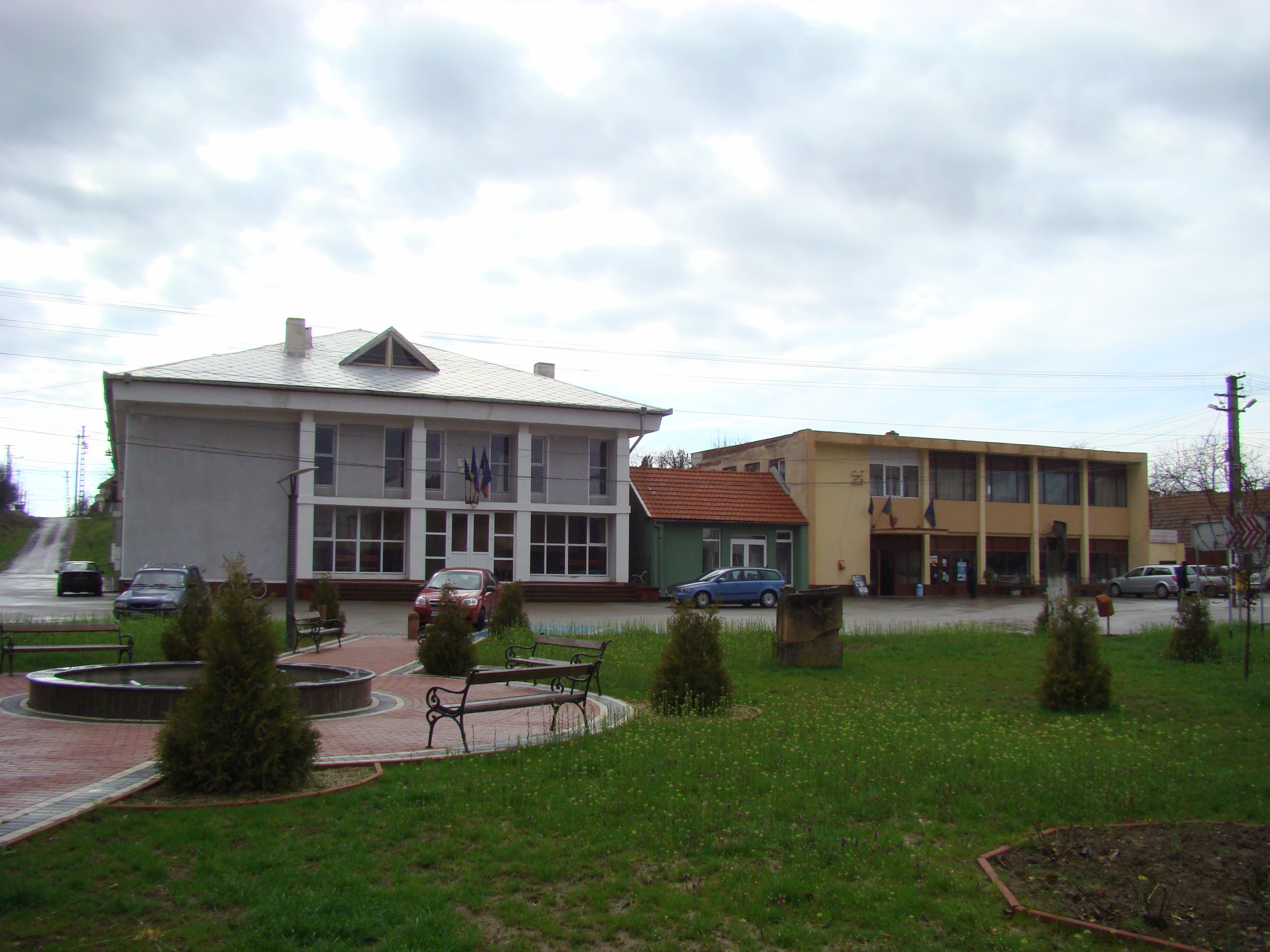
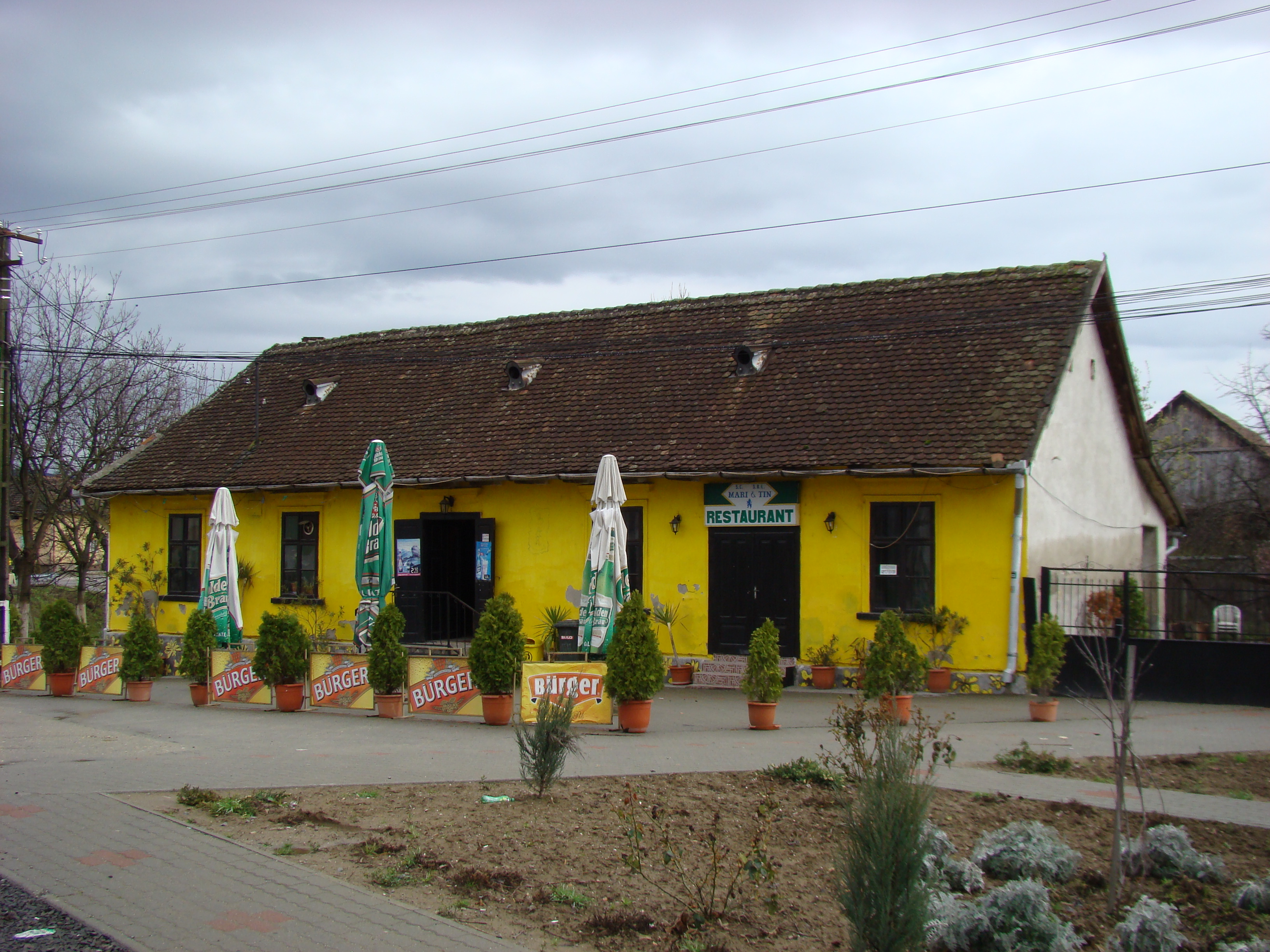
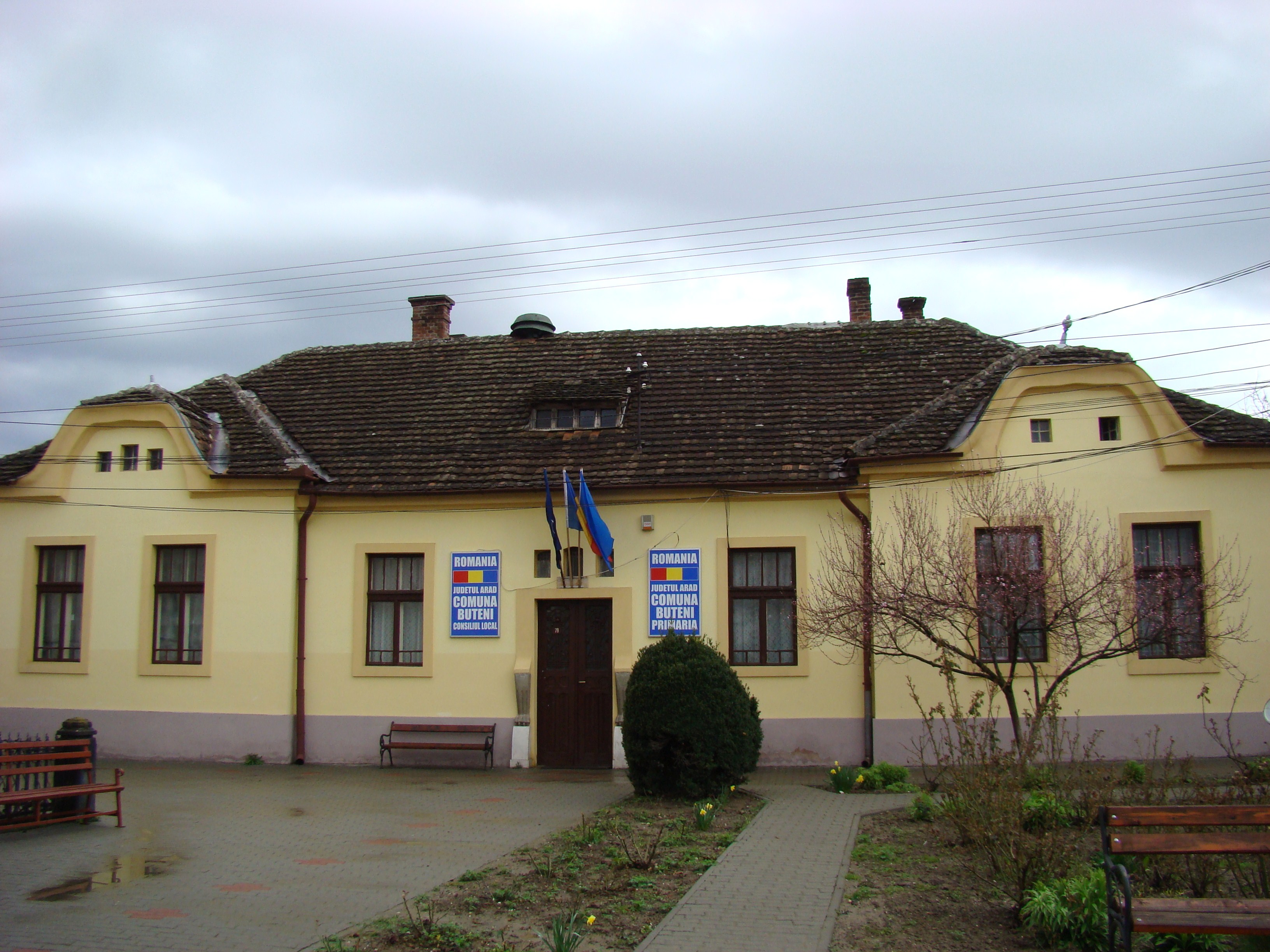
Primăria
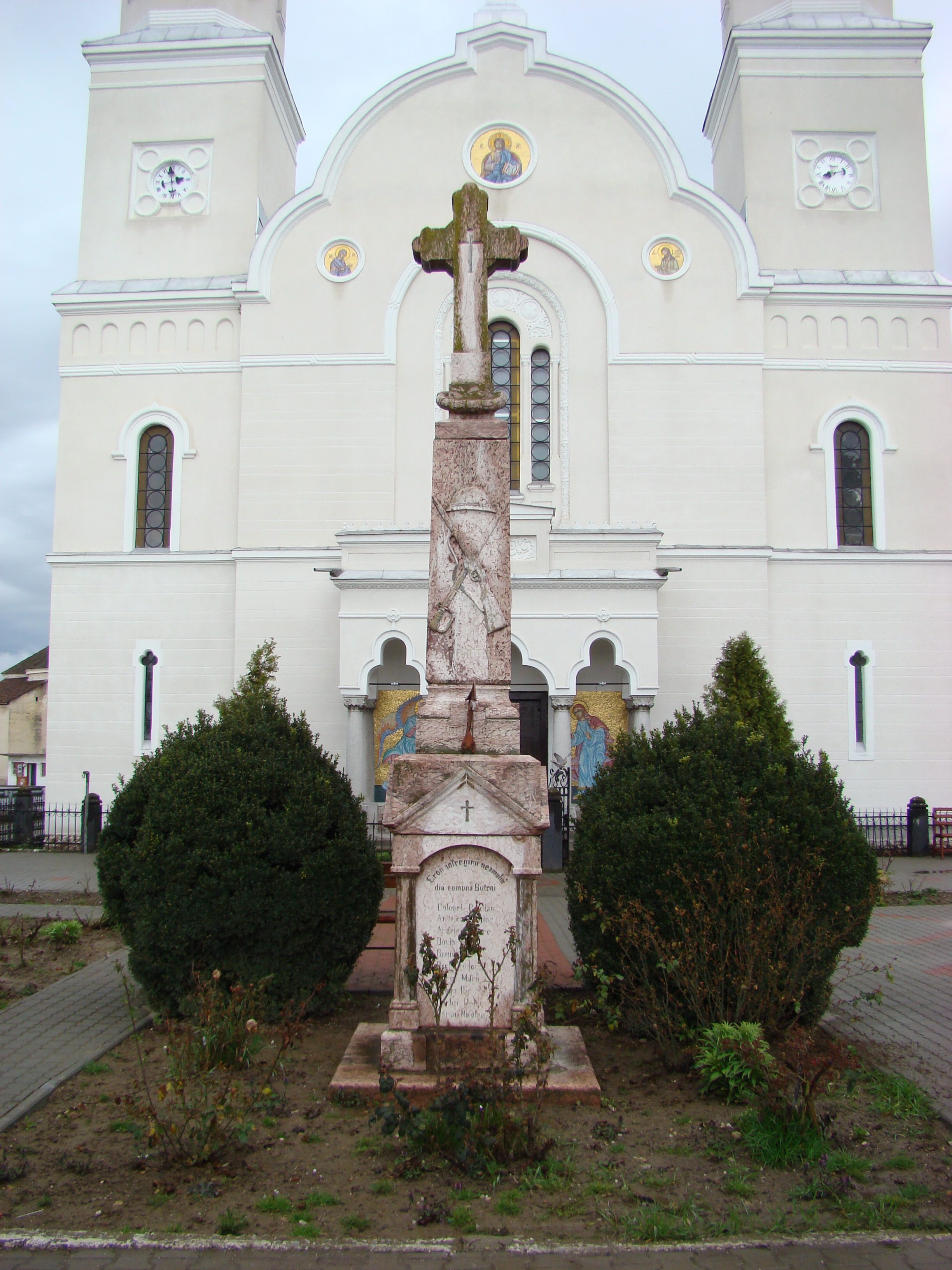
Monumentul Eroilor
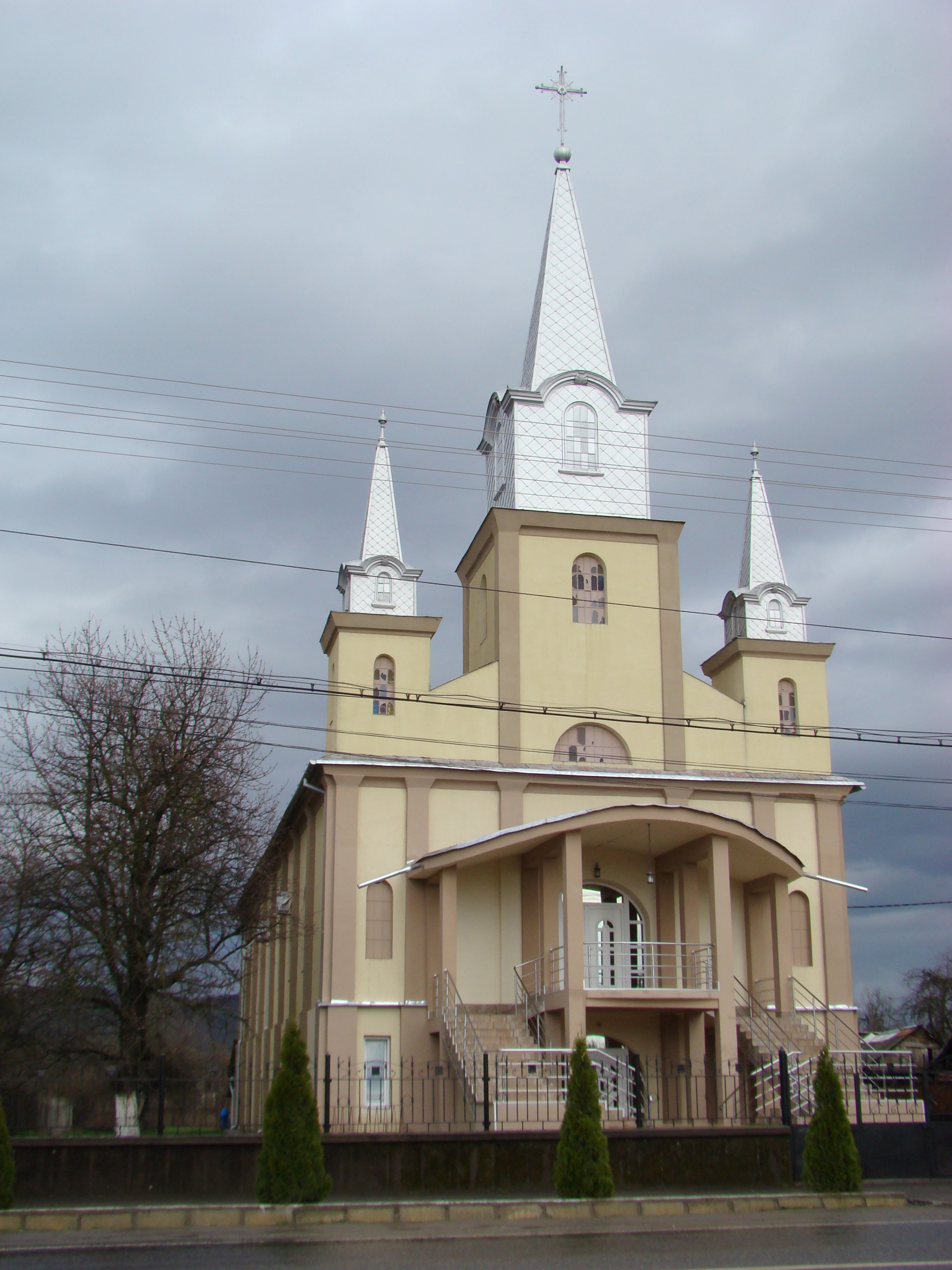
Biserica baptistă (1936)